# Dalila

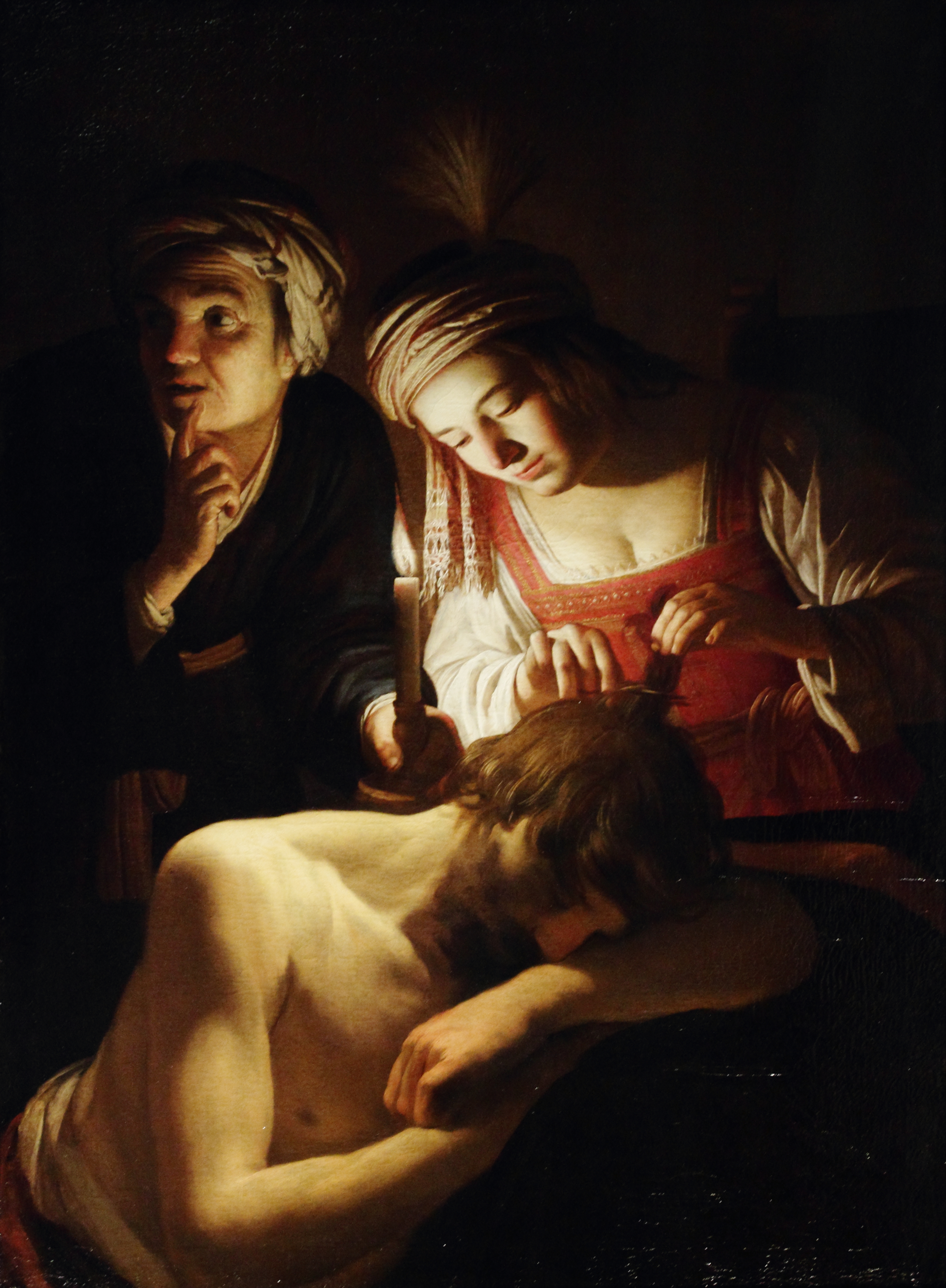
Sansón y Dalila, pintura de 1615 de Gerard van Honthorst.

Dalila (en hebreo דְּלִילָה, ‘[la que] debilitó’, ‘desarraigó’ o ‘empobreció’, de la raíz dal, ‘débil’ o ‘pobre’) era la «mujer en el valle de Soreq» a la que amó Sansón y que fue su perdición en el bíblico Libro de los Jueces (capítulo 16).
Los filisteos, enemigos de Israel, se dirigieron a Dalila para descubrir el secreto de la fuerza de Sansón. Tres veces preguntó Dalila a Sansón el secreto de su fuerza y tres veces él le dio una respuesta falsa, una mentira. A la cuarta le dio la auténtica razón (que no se cortaba el pelo en cumplimiento de un voto a Dios) y Dalila le traicionó con sus enemigos.
Algunos consideran que una de las falsas respuestas dadas por Sansón (que su fuerza le abandonaría si su pelo no estaba entretejido en un tejido) es una reminiscencia del arcano arte femenino del hilado, que también es inherente a los mitos de Penélope, Circe y Aracne.
«Soreq» solo está específicamente identificado como un lugar en la historia de Sansón. Jerónimo menciona un «Cafarsoreq» que estaba cerca de Saraa. En el Israel moderno hay un valle de Soreq e incluso un viñedo de Soreq (desde 1994-5). Sin embargo, «Soreq» es la vid en Génesis 49:11, Isaías 5:2 y Jeremías 2:21. Sansón había sido dedicado desde el vientre de su madre como nazareo, por lo que tenía prohibido tocar el vino y cortarse el pelo. Dalila puede haber sido una «mujer-vid» (compárese con el mítico nombre griego Enone), personificando las tentaciones femeninas de la vida que traicionarían su dedicación nazirea.
John Milton la presentó como descarriada y estúpida pero amablemente tentadora, muy parecida a su versión de Eva, en su obra de 1671 Sansón Agonista.